# Vridni
Vridni je hrvatski brod spomenik. To je mali parni tegljač (remorker), danas izložen na ulazu u splitsko brodogradilište. Izvanredni je spomenik pomorstva grada Splita. Pokretno kulturno dobro Republike Hrvatske, oznake Z-437.

## Povijest
Parni stapni stroj izgrađen je u Kielu. Mjesto gradnje nije sasvim sigurno. Prema jednima izgrađen je u Brgudima kod Rijeke u podružnici njemačkoga brodogradilišta. Hrvatski pomorski muzej istraživao je podatke i iz Kiela dobio potvrdu da Vridni nije na popisu brodova izgrađenih tada u tamošnjem brodogradilištu. Drugi tvrde da je izgrađen u brodogradilištu u Kielu, jer prema pločici na tegljaču izgrađen je u brodogradilištu Howaldtswerke u Kielu 1894. godine pod brojem 452. Brodogradilište u Brgudama otvoreno je tek 1892. godine i gotovo sigurno ne bi bio izgrađen kao novogradnja pod tim brojem. Argument da je brod sagrađen u Hrvatskoj u njemačkoj podružnici je taj što je ovo mali brod koji nije predviđen za velika mora, pa da je mogao morem doploviti od sjevernonjemačkih luka do Jadrana. Neisplativo ga je bilo graditi u Njemačkoj pa donijeti vlakom, ako se takav brod mogao napraviti u Hrvatskoj. Pogon su činili stapni stroj, škotski kotao i propeler s četiri pera. Gorivo je ugljen. Gaz je 1,5 metar.
Porinut 1894. godine. Dug je 13 metara, širok 2,88 metara, visok 1,5 metar, nosivosti 10,7 tona. Čelične je oplate. Poslije Prvog svjetskog rata doplovio je u splitsku luku. Spominje ga brošura Trgovačka mornarica Kraljevine Srba, Hrvata i Slovenaca (izdanje Ministarstva saobraćaja, Direkcije pomorskog saobraćaja u Splitu) da je 1925. godine upisan među parobrode male obalne plovidbe kao čelični parobrod na vijak pod imenom "Doket". Isprva je bio lučki tegljač, a od 1932. godine tegli manje brodove u splitskome brodogradilištu. Split je pripojen Italiji u Drugome svjetskom ratu. Čim je pala Italija, Doket se našao u sastavu mornarice NOV-a. Zbog opasnosti od napadnih akcija Luftwaffea, krili su ga po hvarskim uvalama. U tom vremenu sudionik je jedne spasilačke akcije. Spašavao je parobrod Gruž, oštećen na Braču rujna 1943. godine. Oštećen u njemačkom bombardiranju 30. kolovoza 1944. godine, pa je Doket popravljen u brodogradilištu na Visu. Poslije rata opet je u splitskome brodogradilištu. Ponio je ime Omladinac. Godine 1962. dobio je ime Vridni. Godišnjak pomorstva SFRJ 1962. – 1963. navodi da mu je luka pripadnosti Split. Brod je umirovljen 1969. godine. 
Godine 2002. je na popisu zaštićenih pokretnih kulturnih dobara Republike Hrvatske. 21. stoljeće dočekao je u lošem stanju pa je premješten s izložbenog mjesta u središnjem parku Brodogradilišta Split u "park limova" istog brodogradilišta. Prišlo se rekonstrukciji koji su izvodili radnici brodogradilišta u suradnji s Restauratorskim zavodom pri Ministarstvu kulture i Hrvatskim pomorskim muzejem u Splitu. Radove obnove radili su cjevari, zavarivači, bravari, stolari i dr. Glasilo splitskog brodogradilišta zove se Vridni. Nakon obnove izložen je na istočnom ulazu u splitski škver.